# Кастање (Козенца)
Кастање је насеље у Италији у округу Козенца, региону Калабрија.
Према процени из 2011. у насељу је живело 13 становника. Насеље се налази на надморској висини од 474 м.